# The Crusade
A The Crusade egy váratlan folytatás a Triviumtól az Ascendancy után. Hiszen, amíg az Ascendancy egy metalcore album volt, addig a The Crusade egy korai Metallicát idéző Thrash metal remekmű. A sláger nóták az Entrance Of The Conflagration és az Anthem (We Are The Fire), melyekből immáron klip is készült.

## Számcímek
- 01. Ignition
- 02. Detonation
- 03. Entrance Of The Conflagration
- 04. Anthem (We Are The Fire)
- 05. Unrepentant
- 06. And Sadness Will Sear
- 07. Becoming The Dragon
- 08. To The Rats
- 09. This World Can't Tear Us Apart
- 10. Tread The Floods
- 11. Contempt Breeds Contamination
- 12. The Rising
- 13. The Crusade

## Közreműködők
- Matt K. Heafy – vokál, gitár
- Corey Beaulieu – gitár, háttérvokál
- Travis Smith – dobok
- Paolo Gregoletto – basszusgitár, háttérvokál